# 宰桑

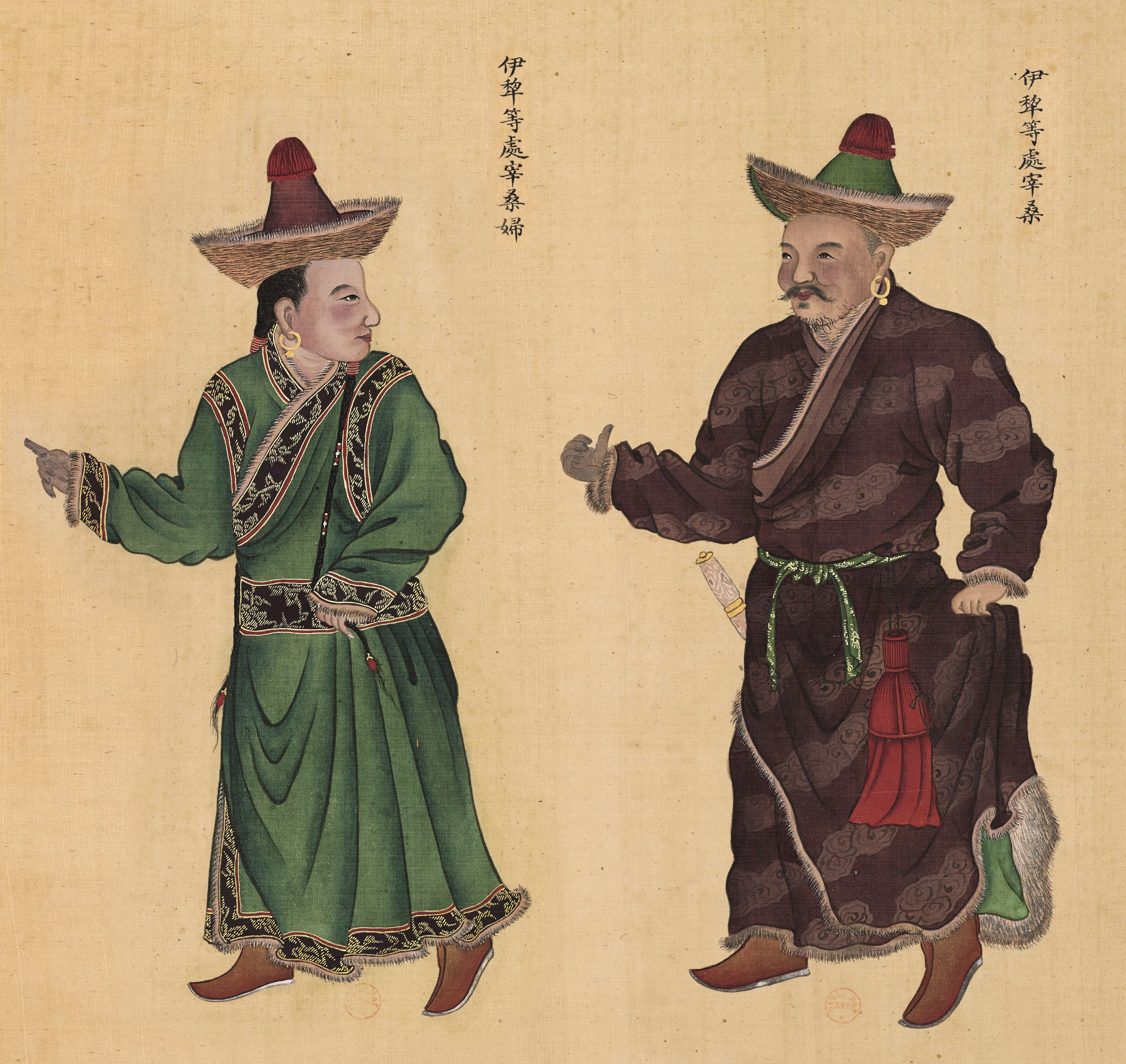
《皇清职贡图》伊犁附近的宰桑

宰桑（羅馬化：ǰayzaŋ），一作寨桑，是元朝以後通行的蒙古官名，即漢語宰相音譯，為一部落之首領。出身於非黃金家族者稱宰桑，黃金家族後裔則稱為台吉。明朝後期，蒙古本部廢除宰桑官職，僅有漠西厄魯特蒙古（包括杜爾伯特部、準噶爾部、和碩特部、輝特部等）仍在使用。
厄魯特蒙古的基層社會組織是鄂拓克，規模大致相當於內蒙古的旗。鄂拓克自為一小部落，隸屬於準噶爾各部小台吉。宰桑即鄂拓克之長官。一鄂拓克置宰桑一人至三四人不等，“管理一鄂拓克事務”。清滅準噶爾後，廢除準噶爾舊官制，將各部落改編為旗。